# Ozljeda
Ozljeda je poremećaj funkcije ili strukture dijela tijela nastao ozlijeđivanjem mehaničkim putem, toplinom, kemikalijama, udarom groma ili struje i sl. Ozljeda može biti otvorena, kada je vidljivo oštećenje kože i tkiva i zatvorena, kada se ne vidi oštećenje kože (ozljede unutarnjih organa, nagnječenja).

## Vrste ozljeda
Prema nastanku ozljede se dijele na: 
- Mehaničke ozljede - rane, ozljede vatrenim oružjem, posjekotine, ubodne rane, prijelomi, iščašenja, nagnječanja, ugrizi životinja.
- Toplinske ozljede - opekline, ozebline, sunčanica.
- Kemijske ozljede – ozljede nastale djelovanjem kiselina ili lužina.
- Ozljede nastale djelovanjem elektriciteta - udar groma i strujni udar.[1]

Prema opasnosti po život ozljede se dijele na kritične, teške i lakše ozljede:
- Kritične ozljede - direktno ugrožavaju život i hitno treba pomoći bolesniku, da ne umre. Potreban je hitni kirurški zahvat. Kritične ozljede su: teška nagnječenja, unutarnje krvarenje, teške opekline, teške ozljede trbuha, jako vanjske krvarenje i sl.
- Teške ozljede - zahtijevaju kiruršku pomoć, ali život nije ugrožen. To su ozljede kralježnice, ozljede zbog smrzavanja, opekline do 40%  površine tijela, prijelomi velikih kostiju, otvoreni prijelomi, ozljede glave.
- Lakše ozljede - ne ugrožavaju život i nije potrebna hitna medicinska pomoć. To su manje opekline, ogrebotine, manje ozljede kostiju i zglobova.

Prema dijelu tijela kojeg je zahvatila ozljeda dijele se na: ozljede glave, ozljede prsnog koša, ozljede trbuha i ozljede udova. 
- Ozljede glave - kriju najveću opasnost u krvarenju i besvjesnom stanju. Krvarenje se zaustavlja pritiskom prsta na vratnu žilu, a bolesnik u besvjesnom stanju stavlja se u bočni položaj.
- Ozljede prsnog koša i trbuha - mogu biti otvorene i zatvorene. Kod ozljeda prsnog koša, rane treba zbrinuti, a bolesnika staviti u polusjedeći položaj s ispruženim nogama. Kod unutarnjeg krvarenja prsnog koša i trbuha, bolesnik treba ležati na leđima, bez naslona za glavu. Kod ozljeda trbuha, ako nema unutarnjeg krvarenja, bolesnik leži sa savijenim koljenima. Kod ozljeda trbuha ne smije se ništa piti niti jesti.
- Prijelomi kostiju ruku ili nogu - zahtijevaju imobilizaciju, sprječavanje gibanja najmanje dva susjedna zgloba. Imobilizacija treba biti u prirodnom položaju u kojem mišići nisu napeti.

## Unutarnje poveznice
- Rana
- Opeklina
- Modrica